# Hélène Smith

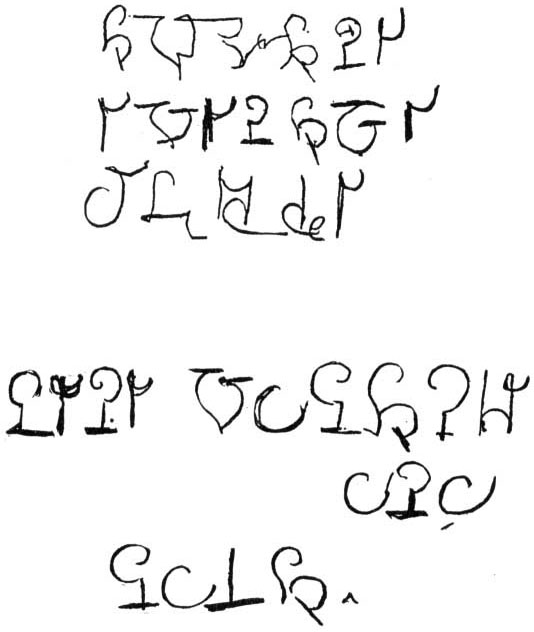
Escriptura automàtica en "marcià" produït per Smith a una sessió espiritista

Hélène Smith (de nom real Catherine-Elise Müller, Martigny, 9 de desembre de 1861 – Ginebra, 10 de juny de 1929) va ser una famosa mèdium suïssa de finals del segle xix. Va ser coneguda com "la Musa de l'Escriptura Automàtica" pels surrealistes, que veien en Smith una prova del poder d'allò surreal, i un símbol del coneixement surrealista. En una edat avançada va afirmar que es comunicava amb marcians, i ser una reencarnació d'una princesa hindú i de Maria Antonieta d'Àustria.

## Joventud
Filla d'un marxant hongarès, Smith va treballar com a empleada en una casa mercantil. Va descobrir l'espiritualisme l'any 1891 i es va unir a un cercle de "desenvolupament" espiritista. Segons els seus companys de creença, va mostrar habilitats de mèdium l'any 1892, i va afirmar comunicar-se amb Victor Hugo i Cagliostro.

## Carrera com a mèdium
Es va fer famosa a Ginebra, i va ser allà que Flournoy la va conèixer. Les seves pràctiques van evolucionar dels raps clàssics (sons percussius de diferent intensitat de font desconeguda) i table-tipping (sessions d'espiritisme en què els assistents deixen les mans obertes sobre la taula i esperen que hi hagi rotacions) atrànsits de somnambulisme, dels quals després no recordava res. Quan es trobava en aquest estat, experimentava imatges clares d'indrets llunyans com ara la civilització a Mart, i de les seves suposades antigues vides. Va escriure les comunicacions amb Mart en paper i va traduir-les al francès, popularitzant l'escriptura automàtica.

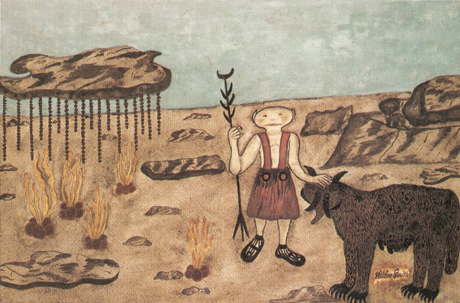
Paisatge marcià

L'any 1900, Élise Müller es va fer famosa amb la publicació de Des Indes à la Planete Mars ("Des de l'Índia al planeta Mart") de Théodore Flournoy, professor de psicologia a la Universitat de Ginebra. La mèdium i el psicòleg van tenir una relació propera fins a l'any 1899, quan aquest llibre es va publicar per primer cop. El llibre va documentar les seves diverses experiències en termes de cicles romàntics: el cicle "marcià", el cicle "ultramarcià", l'"hindú", l'"oriental", i els cicles "reials".
L'any 1900, una certa Sra. Jackson, una espiritualista estatunidenca rica que va ser impressionada per Müller, li va oferir un salari que li permetria abandonar la seva feina i dedicar-se a perseguir i documentar les seves experiències. Müller va acceptar i va poder continuar amb cicles més llunyans. També va començar a pintar les seves visions i imatges religioses particulars de Crist.
Smith és esmentada per André Breton en el seu llibre Nadja on la compara al personatge epònim:
"Una escena breu de diàleg al final del meu "Poisson Soluble," i que sembla ser tot el que s'ha llegit fins ara del Manifest, una escena el significat precís de la qual a més... li dona la impressió d'haver-hi, de fet, participat i fins i tot d'haver-hi fet el paper d'Hélène."

## Avaluació
Théodore Flournoy va considerar els seus "cicles" com els productes del que ell va jutjar imaginacions infantils i el seu idioma marcià com una mera llengua planificada. Flournoy va concloure que la seva llengua "marciana" tenia una semblança forta a la llengua materna de Smith, el francès, i que la seva escriptura automàtica era "idil·lis de la imaginació subliminal, derivats en gran part de fonts oblidades (per exemple, llibres que havia llegit de nena)." Va inventar el terme criptomnèsia per descriure aquest fenomen.
Els psicòlegs Leonard Zusne, Warren H. Jones van escriure:
| « | Flournoy va poder mostrar que la llengua "marciana" era una ingeniosa invenció. Tot i que sonava clarament forestera, una anàlisi freqüencial de paraules i lletres i un examen de la sintaxi van convèncer Flournoy que la llengua tenia totes les característiques estructurals bàsiques del francès, la llengua materna de l'Hélène. En una investigació posterior, Flournoy va publicar que la font d'una grase breu que havia escrit en àrab durant el seu cicle "hindú" probablement provenia d'haver-ne vist una d'idèntica en un llibre propietat d'un metge de Ginebra. Havia retingut una imatge visual de la transcripció i, en algun moment, l'havia copiat de la memòria. | » |

El cas va ser examinat a fons pel psicòleg Donovan Rawcliffe l'any 1952, que va anotar que Smith havia tingut una personalitat amb tendències a la fantasia i a les al·lucinacions histèriques.